# Podróż na Wschód (album)
Podróż na Wschód – album zespołu Armia będący ścieżką dźwiękową filmu o tym samym tytule (reżyseria Tomasz Budzyński i Łukasz Jankowski). Zawiera utwory Armii i The Soundrops wykorzystane w tym filmie z wplecionymi fragmentami dialogów i efektów dźwiękowych. Dodatkowe elementy są stosunkowo nieliczne. Film został nagrany w czerwcu 2010 r. w wolsztyńskiej parowozowni i na stacjach kolejowych linii kolejowej nr 357: Rakoniewice, Tłoki i Strykowo Poznańskie. W niektórych przypadkach w filmie wykorzystano jedynie fragmenty utworów, które na płycie umieszczono w całości. Podróż na Wschód początkowo miała być filmem dokumentalnym opisującym dwudziestopięcioletnią historię Armii, jednak zmieniono koncepcję i nagrano film będący luźną ekranizacją Maszynisty Grota Stefana Grabińskiego przeplataną wykonywanymi na trasie pociągu minikoncertami Armii występującej w kilku historycznych składach. Nagrania wykonań na żywo zmiksowano w studiu Fonoplastykon. Płytę wydano pod koniec 2012 r. – półtora roku po premierze filmu.
Ze względu na przeglądowy zestaw utworów, płyta jest swoistym zbiorem przebojów z całej historii zespołu. Niektóre są przedstawione w silnie zmienionej aranżacji. Szczególnie dotyczy to wykonań „tria cygańskiego”, czyli Tomasza Budzyńskiego z akompaniującymi mu na instrumentach akustycznych Gerardem Nowakiem i Karolem Nowackim – muzykami zaprzyjaźnionymi z zespołem. Gerard Nowak jest wokalistą i gitarzystą zespołu The Soundrops, który w swoim repertuarze ma utrzymane w stylistyce folk rockowej przetłumaczone na język angielski covery Armii. Na płycie znalazło się kilka z nich (Commence as I Have Finished, Steam-powered Train No. 8 i Toward the East). Fragmenty suity Ultima Thule znajdują się jako utwory Krzyżokmiet i Ultima Thule. Dla kolei zagrajcie jest fragmentem nagrania filmu, gdzie wykorzystane są motywy Archaniołów i ludzi. Przy lampiarni jest fragmentem motywu muzycznego z The Other Side.
Tytuł płyty pochodzi od utworu Armii, który po raz pierwszy znalazł się jako bonus na płycie Legenda, a następnie na Czasie i bycie. Jego tekst powstał pod wpływem lektury książki Hermanna Hessego pod tym samym tytułem. Wschód nie oznacza kierunku świata, lecz symbolizuje Chrystusa. Na płycie Podróż na Wschód piosenka ta znajduje się w wersji The Soundrops.
Okładka płyty autorstwa Tomasza Budzyńskiego zawiera jeden z jego obrazów zawieszony pod półką, na której ustawiono figurki indiańskich wojowników wykorzystane w filmie. Wkładka zawiera kadry z filmu i zdjęcia Radosława Kisielewskiego i Łukasza Jankowskiego. Płyta jest dedykowana pośmiertnie dwóm osobom zaangażowanym w nagranie płyty – Piotrowi Żyżelewiczowi (Stopie), perkusiście oraz Waldemarowi Mielcarkowi, kierowcy.

## Lista utworów
Ze względu na specyfikę nagrania, w nagraniu poszczególnych utworów udział brały różne zestawy osób – muzyków ówczesnego składu Armii, muzyków składów wcześniejszych i gości.
1. „Intro 2010” – 0:32 (Merlin – okaryna)
2. „Saluto” – 1:49 (Budzy – głos, Stopa – bębny, Rafał – gitara, Banan – waltornia, głos, Kmieta – gitara basowa)
3. „Aguirre” – 3:18 (Budzy – głos, Stopa – bębny, Rafał – gitara, Banan – waltornia, głos, Kmieta – gitara basowa, Merlin – okaryna)
4. „Green” – 1:08 (Budzy – głos, Gerard Nowak – gitara, Karol Nowacki – akordeon)
5. „Pieśń przygodna” – 5:46 (Budzy – głos, Stopa – bębny, Michał Grymuza – gitara, Banan – waltornia, głos, Kmieta – gitara basowa)
6. „Home” – 4:06 (Budzy – głos, Krzyżyk – bębny, Rafał – gitara, Jakub Bartoszewski – waltornia, Kmieta – gitara basowa)
7. „Archanioły i ludzie” – 1:41 (Budzy – głos, Gerard Nowak – gitara, głos, Karol Nowacki – akordeon)
8. „Popioły” – 6:12 (Budzy – głos, Stopa – bębny, Michał Grymuza – gitara, Banan – waltornia, głos, Kmieta – gitara basowa, Merlin – flet)
9. „Dla kolei zagrajcie” – 1:34 (Gerard Nowak – gitara, głos, Karol Nowacki – akordeon, Dariusz Basiński – głos)
10. „Gdzie ja tam będziesz ty” – 3:54 (Budzy – głos, Krzyżyk – bębny, Rafał – gitara, Jakub Bartoszewski – waltornia, Kmieta – gitara basowa)
11. „Wyludniacz” – 5:48 (Budzy – głos, Stopa – bębny, Michał Grymuza – gitara, Banan – waltornia, Kmieta – gitara basowa)
12. „Dom przy moście” – 5:55 (Budzy – głos, Beata Polak – bębny, Rafał – gitara, Jakub Bartoszewski – waltornia, Kmieta – gitara basowa)
13. „Przy lampiarni” – 1:45 (Rafał – gitara)
14. „Kfinto” – 4:46 (Budzy – głos, Beata Polak – bębny, Rafał – gitara, Jakub Bartoszewski – waltornia, Kmieta – gitara basowa)
15. „Commence as I Have Finished” – 2:12 (Gerard Nowak – gitara, głos)
16. „Krzyżokmiet” – 2:39 (Kmieta – gitara basowa, Krzyżyk – bębny)
17. „Steam-powered Train No. 8” – 2:25 (Gerard Nowak – gitara, głos)
18. „Ultima Thule” – 3:54 (Budzy – głos, Krzyżyk – bębny, Rafał – gitara, Jakub Bartoszewski – waltornia, Kmieta – gitara basowa)
19. „Towards the East” – 2:32 (Gerard Nowak – gitara, głos)